# Robert Oberhauser
Robert Oberhauser (* 13. April 1907 in Pirmasens; † 2003) war ein deutscher Journalist und Schriftsteller.

## Leben
Oberhauser besuchte nach der Volksschule die Oberrealschule in Pirmasens. Nach seinem Abitur 1927 studierte er Deutsch, Geschichte, Theater- und Zeitungswissenschaften an den Universitäten München, Berlin, Marburg, Wien und Leipzig. 1932 promovierte er in Leipzig zum Dr. phil. über den Pfälzer Separatismus.
In den 1930er Jahren schrieb Oberhauser für die Pirmasenser Zeitung die Gedenkartikel zum Sturm auf das separatistisch besetzte Pirmasenser Bezirksamt am 12. Februar 1924. Darin verklärte er das Ereignis im Sinne des Zeitgeistes zum heroisch-patriotischen Akt der lokalen Bevölkerung. Hauptsächlich war Oberhauser als Journalist für die Nationalsozialistische Zeitung Rheinfront (NSZ) tätig, die ab 1933 nach der Machtübernahme der NSDAP zur größten deutschen Regionalzeitung aufstieg. In dieser Periode war Oberhauser zeitweise Kulturkorrespondent in Berlin, später berichtete er während des Zweiten Weltkriegs für mehrere Frontzeitungen. Vom 5. Februar 1945 bis zur letzten Ausgabe am 20. März 1945 war er der letzte Hauptschriftleiter der NSZ.
Nach dem Ende des Zweiten Weltkriegs konnte Oberhauser seine journalistische Tätigkeit als Redakteur der Rheinpfalz fortsetzen. Im Jahr 1970 erhielt er zusammen mit anderen Redakteuren der Zeitung das Bundesverdienstkreuz am Bande.
Bei der 1962 initiierten und im Jahr darauf erstmals durchgeführten Kulturveranstaltungsreihe der Dahner Sommerspiele wirkte Oberhauser als erster künstlerischer Leiter. Ehrenamtlich stellte er Kontakt zu Akteuren her und führte die Verhandlungen um mögliche Auftritte in der südpfälzischen Stadt Dahn.

## Werke (Auswahl)
- Der Kampf um die Rheinpfalz; Frankreich, Separatismus und Abwehrbewegung, 1918–1924. Leipzig 1932. (Dissertation, 1934 neu veröffentlicht als Kampf der Westmark mit einem Vorwort von NSDAP-Gauleiter Josef Bürckel, NSZ-Verlag, Neustadt an der Haardt)
- Pirmasens: Die deutsche Schuhstadt (= Die kleinen Stadtbücher, Band 3). Graf, Speyer 1953.
- Von der Pfalz auf die Throne Europas: Die grosse Landgräfin Karoline-Henriette und ihre Zeit. Pfälzische Verlagsanstalt, Neustadt/Landau 1977.
- Heinrich Bürkel: Porträt einer Malerfamilie. Edition PVA, Landau 1982.
- Erlebte Ferne und Pfälzer Heimat: Erinnerungen und Geschichtsbilder. Deil, Pirmasens 1991.
- Spuren, die nie verwehen: Geschichtsbilder berühmter Persönlichkeiten unserer Heimat und Gedichte. Verlag Pfälzer Kunst Blinn, Landau 2001. ISBN 978-3-922580-88-1.